# Vitnyéd
Vitnyéd is een plaats (község) en gemeente in het Hongaarse comitaat Győr-Moson-Sopron. Vitnyéd telt 1395 inwoners (2001).